# Ered Luin
Les Ered Luin (« Montagnes Bleues » en sindarin) sont une chaîne de montagnes fictive de la Terre du Milieu de J. R. R. Tolkien.
Elles séparent, au Premier Âge, le Beleriand de l'Eriador. Après la destruction du Beleriand, qui voit le golfe de la Lune s'ouvrir et les séparer en deux chaînes, elles continuent à se dresser entre l'Eriador et le Lindon, dernier vestige du Beleriand.
Des Nains sont établis dans ces montagnes, dans les cités de Nogrod et Belegost au Premier Âge avant de les abandonner pour rejoindre la population de Khazad-dûm à cause de la submersion de Beleriand. Certains nains du Peuple de Durin menés par Thráin II y résident depuis 2802 du Troisième Âge quand ils furent chassés d'Erebor par Smaug, malgré la reconquête d'Erebor par la compagnie de Thorin, les mines d'Ered Luin sont toujours un domaine où vivent des nains et ayant pour souverain le roi sous la Montagne.
Tolkien a écrit dans une de ses lettres que les Ered Luin possédaient un faible gisement de Mithril qui s'épuisa au début du Second Âge.
Le plus haut sommet des Ered Luin est le Mont Dolmed. Ce pic ne fut pas détruit lors de la submersion de Beleriand en 587 du Premier Âge.

## Source
1. ↑  Chroniques de Chant de fer rubrique "Mines" sous section "Mithril : Histoire et usages…".